# 僅存者政策
僅存者政策（英語：Sole Survivor Policy），或稱「國防部1315.15指令」（DoD Directive 1315.15）及「倖存者之特別分離政策」（"Special Separation Policies for Survivorship"），是指美軍在第二次世界大戰之後制定的一套規定，設計目的是用來在某一人士遭逢家中成員（如兄弟姐妹）於從軍期間殉職的變故時，保護其得以不被徵召入伍、或免除參加戰鬥任務。

## 歷史

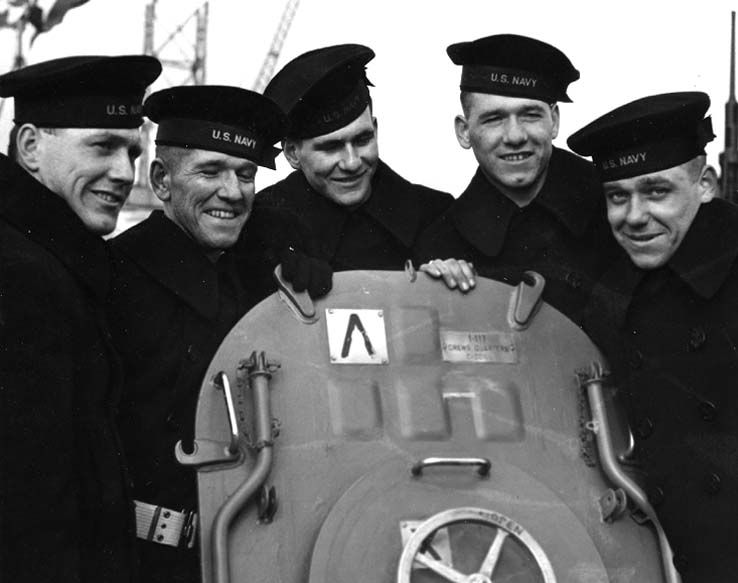
服役於美國海軍的蘇利文家五兄弟，後在1942年瓜達爾卡納爾海戰期間全數遇難

實施此類規定的需求，最早是在1942年、發生了加入美國海軍的蘇利文兄弟同時喪命於朱諾號輕巡洋艦船難中的事件後，首次引起了公眾關注，於是「僅存者政策」便在1948年時出爐，但直到越南戰爭時期的1964年，才另外追加了和平時期時的限制規定。1971年時，美國國會又修改了法規，將適用對象從僅剩一兒或一女存活的軍眷家庭，擴大到有至少一位子女在戰鬥中陣亡的家庭。在此之後，美國的陸海空各軍種都分別地為其下的軍人與其直系親屬制定了相關的分離政策，以防止一家庭有數人接連陣亡、甚至香火無繼的情形發生。
1971年，在越南戰爭期間，國會修改了該法第6(o)條，取消了在國會宣布的戰爭或國家緊急狀態期間對尚存兒子徵召的限制。任何兒子，而不僅僅是唯一倖存的兒子，如果他們的父親、兄弟或姐妹在1959年12月31日之前在行動中陣亡或因公殉職，或在該日期之後死亡，則可免於在和平時期被徵召入伍由於在服務期間發生的傷害或疾病。如果父親、兄弟或姐妹處於戰俘或行動中失踪，兒子也可以在和平時期免於被徵召入伍。然而，唯一倖存的兒子被允許申請自願入伍。
該修正案還規定，一個或多個已被徵召但未自願延長其服務期限或重新入伍的兒子，並且在其服役期間符合第6(o)節的標準，該標準將禁止他們被徵召入伍作為平民，被允許申請立即從武裝部隊退伍。接受軍事法庭訴訟的男子在訴訟程序完成或已服刑之前不得申請出院。
自該法通過以來，軍隊的各個部門都制定了關於分離直系親屬的政策。

## 適用情形
「僅存者政策」的性質是志願的，意味著有兄弟姊妹在服役時喪生、且希望從戰區返家的軍人，得由其自動提出申請，且得在獲得批准後才可離開。如果是在美國國會宣布的國家或戰爭緊急狀態實施期間，該政策便不能再適用。
在緊急狀態以外的時期，僅存者政策仍有不適用的對象。無資格比照國防部1315.15指令辦理者，包括服役期間遭到控訴、仍在等候軍事法庭裁決或已經被判有罪的軍人。其次，軍官和准尉並不列為僅存者政策的保護對象、身為家中獨生子女的士兵和士官也未被涵蓋在內。除此之外，若是一軍人在接獲兄弟姊妹的死訊後，還辦理重新入伍或延長役期，也會自動失去申請資格。

## 相關實例
在僅存者政策通過的1948年之前，即發生過數起兄弟陣亡而獨自倖存的軍人獲准退伍的案例。猶他州的博格斯特倫兄弟——埃爾默（Elmer）、克萊德（Clyde）、羅隆與盧倫雙胞胎（Rolon and Rulon）接連在1944年的幾個月內先後戰死，於是他們父母請求軍方讓還在部隊中的另一位兒子波伊德（Boyd）退伍返鄉，而最小的六兒子艾爾頓（Elton）還未達到入伍年齡，此後也都免服兵役。
除了博格斯特倫家之外，來自紐約州貝斯佩奇的布特洪（Butehorn）三兄弟——查爾斯、約瑟夫和亨利——亦全數參加了二戰。當查爾斯於1944年在法國陣亡、約瑟夫也在地球另一端的太平洋戰爭中喪生之後，隨著美國陸軍航空軍到義大利服役的亨利便在美國戰爭部安排下返回美國的家中。美國海外退伍軍人協會在貝斯佩奇的分會也以陣亡的兩位布特洪兄弟命名，表示紀念。博格斯特倫家與布特洪家的遭遇和1942年的蘇利文兄弟遇難事件一樣，均發生在僅存者政策通過的1948年之前，且都對該政策的催生發揮了促進的效果。
二戰期間的另一樁案例——尼兰兄弟的事件中，美國軍情單位認為該家四兄弟中除了一人存活外，其餘均戰死沙場。事後才發現四兄弟中的大哥——陸軍航空軍的愛德華·尼蘭上士（TSgt Edward Niland）實未陣亡，而是被关押在緬甸的日軍戰俘營內，後來被英軍救出。1998年電影《搶救雷恩大兵》參照了尼兰家的故事。
2004年，來自加州的杰赖德·赫巴德（Jarad Hubbard）在伊拉克的拉馬迪被炸死，但他的哥哥傑森與弟弟納森（Nathan）依然於2005年從軍，並同樣前往伊國參戰。2007年8月22日，包括納森在內的14名美軍又因為直升機墜毀於基爾庫克而失去性命，因此軍方就安排傑森回家。
2011年時，傑瑞米、比尤與班·魏斯（Jeremy, Beau and Ben Wise）三兄弟都在阿富汗戰爭中到戰區服務，身為海豹部隊退役隊員的傑瑞米以軍事承包商人員的身分在一處中情局設施工作時，因一場自殺炸彈攻擊而喪命，之後班也因為負傷而在該年死於軍醫院裡，於是比尤便在不久後獲准退役。

## 外部連結
- "Sole Surviving Son or Daughter" by Rod Powers
- U.S. Navy policy regarding family members serving together at sea
- DoD Special Separation Policies for Survivorship Directive
- Snopes article regarding this topic
- US 'sole survivor' to leave Iraq （页面存档备份，存于）
- House OKs benefits for military 'sole survivors' （页面存档备份，存于）
- Military 'sole survivors' bill goes to president